# Stowarzyszenie Naukowców Polaków Litwy
Stowarzyszenie Naukowców Polaków Litwy (SNPL) jest twórczą, samorządną i niezależną społeczną organizacją, jednoczącą naukowców i młodych adeptów nauki (osoby zajmujące się działalnością naukowo-dydaktyczną), której misją jest realizacja celów statutowych, wspieranie i koordynacja działań jej członków, a także reprezentacja oraz obrona ich interesów i  praw ustawowych. Stowarzyszenie nawiązuje do szczytnych i demokratycznych  celów, założonego w 1907 roku w Wilnie Towarzystwa Przyjaciół Nauk i kontynuuje postępowe jego tradycje. Działalność Stowarzyszenia opiera się na poszanowaniu tradycyjnych europejskich wartości  oraz na zasadach transparentności, samorządności i tolerancji, a także na innych zasadach demokratycznych. Stowarzyszenie Naukowców Polaków Litwy będące organizacją pozarządową unijnego kraju dąży do włączenia się w ogólnoeuropejską przestrzeń naukową, w granicach swoich możliwości wspiera  działania naukowe i międzynarodową współpracę pomiędzy naukowcami i młodymi adeptami nauki, ze szczególnym uwzględnieniem kontaktów na linii Litwa–Polska, a także z przedstawicielami naukowych organizacji polonijnych innych krajów.
Stowarzyszenie zostało założone 14 kwietnia 1989 roku. 24 kwietnia 2014 r. odbyło się uroczyste walne zebranie SNPL, które było poświęcone ćwierćwieczu jego istnienia. Na uroczystej akademii wielu zasłużonych członków Stowarzyszenia, a także kilka innych osób, które przyczyniły się do jego powstania i funkcjonowania, zostało odznaczonych dyplomami honorowymi SNPL. Obecnie do Stowarzyszenia należy sześćdziesięciu członków rzeczywistych, wśród których większość stanowią mieszkańcy Litwy, lecz też są naukowcy zamieszkali w Polsce i Niemczech.
W okresie 1989–1998 funkcje prezesa SNPL sprawował prof. dr hab. Romuald Brazis, w latach 1998-2011 prezesem SNPL był dr hab. Jarosław Wołkonowski, prof. UwB. W roku 2011 prezesem SNPL został prof. dr Bogusław Grużewski. Od maja 2014 r. funkcję prezesa pełni prof. dr Henryk Malewski.
Stowarzyszenie organizuje konferencje naukowe, odczyty oraz dyskusje na różne aktualne dla społeczeństwa i mniejszości polskiej na Litwie tematy, wydaje „Rocznik SNPL“. Przykładem udanej imprezy naukowej może być międzynarodowa konferencja naukowa „Rodzinna Europa. Europejska myśl polityczna a wyzwania XXI wieku“, która została zorganizowana i przeprowadzona w dniach 9-11 kwietnia 2014 r. w Domu Kultury Polskiej przez SNPL przy współudziale Polskiego Towarzystwa Myśli Politycznej. Zebrała ona wiele pochlebnych recenzji nie tylko za wysoki poziom merytoryczny, ale też za doskonałą organizację. W konferencji wzięło udział ponad 80 naukowców i młodych adeptów nauki, którzy wygłosili prawie 60 referatów. W końcu 2014 r. ukazał się tom 13/14 „Rocznika SNPL“, w którym został zamieszczony szereg artykułów opracowanych na podstawie referatów wyżej wspomnianej konferencji, a także inne artykuły powiązane z szeroko rozumianą problematyką praw człowieka, mniejszości narodowych oraz hasłem przewodnim „Wileńszczyzna – wczoraj, dzisiaj, jutro“.
SNPL współpracuje i koordynuje swoją działalność z Filią UwB w Wilnie (dziekan – prof. dr hab. Jarosław Wołkonowski), USPV (prof. dr hab. Romuald Brazis). Stowarzyszenie rozwija współpracę również z innymi polskimi organizacjami na Litwie oraz placówkami naukowo-badawczymi w Polsce i innych krajach.
Jednym z podstawowych celów Stowarzyszenia jest propagowanie nauki wśród polskiej młodzieży na Litwie i zachęcanie najbardziej zdolnych jej przedstawicieli do wybierania ścieżki naukowej, gdyż każda mniejszość narodowa może się prężnie rozwijać tylko wtedy, kiedy potrafi wypromować swoje elity, wśród których ważne miejsce muszą zajmować naukowcy.
W 2021 roku stowarzyszenie wydało oświadczenie, w którym wyraziło stanowczy protest w związku z represjami rządu Białorusi stosowanymi wobec działaczy Związku Polaków na Białorusi.